# Joos Florquin

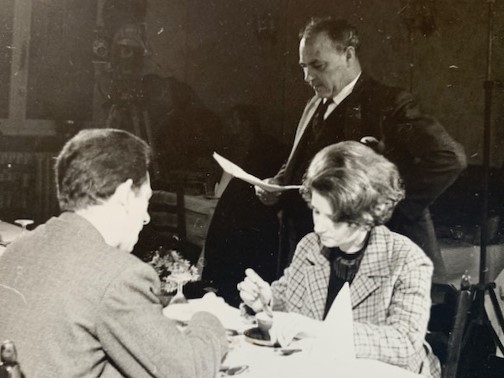
Fons Fraeters, Annie Van Avermaet en Joos Florquin tijdens de voorbereiding van een opname van Hier spreekt men Nederlands.

Joos Florquin (Kessel-Lo, 24 maart 1916 - Korbeek-Lo, 31 augustus 1978) was een Belgisch neerlandicus en professor aan de Katholieke Universiteit Leuven. Hij studeerde aan dezelfde KU Leuven en behaalde er in 1942 het diploma van licentiaat in de Germaanse filologie. Nadien werd hij leraar in het middelbaar onderwijs in Virton en in Leuven en was hij assistent van professor Paul Sobry (1895-1954). In 1952 werd hij in Leuven docent taalbeheersing en dramaturgie.

## Televisie

#### Ten Huize van
Joos Florquin was bij het brede publiek vooral bekend als programmamaker bij de Belgische Radio en Televisie. Vanaf 1957 was er het programma Ten huize van, waar telkens een Bekende Vlaming of Bekende Nederlander thuis werden geïnterviewd. De meeste geïnterviewde personen waren politici, kunstenaars, professoren, schrijvers en dichters, bisschoppen, redacteurs, vakbondsleiders, uitgevers e.a.

#### Hier spreekt men Nederlands
Vanaf 1962 tot 1972 presenteerde Joos Florquin samen met Fons Fraeters en Annie Van Avermaet de tv-rubriek Hier spreekt men Nederlands. Enkele malen per week en gedurende een vijftal minuten werd de Vlamingen geleerd om te gaan met correct Nederlands, zowel naar woordkeuze als naar uitspraak.
Verder was hij actief in verschillende culturele verenigingen zoals: de Dietsche Warande en Belfort, Davidsfonds, Bert Leysen-stichting en de ABN-Kernen. Onder de naam Zomercursus Joos Florquin worden er nog altijd - aan het Interfacultair Instituut voor Levende Talen van de KU Leuven - lessenreeksen Nederlands gegeven voor anderstaligen.